# (35863) 1999 JX67
1999 JX67 (asteroide 35863) é um asteroide da cintura principal. Possui uma excentricidade de 0.27222250 e uma inclinação de 3.97388º.
Este asteroide foi descoberto no dia 12 de maio de 1999 por LINEAR em Socorro.